# Srí Lanka az 1996. évi nyári olimpiai játékokon
Srí Lanka az egyesült államokbeli Atlantában megrendezett 1996. évi nyári olimpiai játékok egyik részt vevő nemzete volt. Az országot az olimpián 3 sportágban 9 sportoló képviselte, akik érmet nem szereztek.

## Atlétika
Férfi
| Versenyző           | Versenyszám | Előfutam | Előfutam | Előfutam | Negyeddöntő | Negyeddöntő | Negyeddöntő | Elődöntő | Elődöntő | Elődöntő | Döntő   | Döntő    |
| Versenyző           | Versenyszám | Idő      | Hely.    | Össz.    | Idő         | Hely.       | Össz.       | Idő      | Hely.    | Össz.    | Idő     | Helyezés |
| ------------------- | ----------- | -------- | -------- | -------- | ----------- | ----------- | ----------- | -------- | -------- | -------- | ------- | -------- |
| Chintaki De Zoysa   | 100 m       | 10,55    | 5.       | 60.*     | kiesett     | kiesett     | kiesett     | kiesett  | kiesett  | kiesett  | kiesett | kiesett  |
| Sugath Thilakaratne | 400 m       | 45,79    | 1.       | 17.      | 45,78       | 7.          | 27.         | kiesett  | kiesett  | kiesett  | kiesett | kiesett  |
| Mahesh Perera       | 110 m gát   | 14,24    | 7.       | 52.      | kiesett     | kiesett     | kiesett     | kiesett  | kiesett  | kiesett  | kiesett | kiesett  |

| Versenyző      | Versenyszám | Selejtező             | Selejtező             | Döntő    | Döntő    |
| Versenyző      | Versenyszám | Eredmény              | Helyezés              | Eredmény | Helyezés |
| -------------- | ----------- | --------------------- | --------------------- | -------- | -------- |
| Benny Fernando | Távolugrás  | érvényes ugrás nélkül | érvényes ugrás nélkül | kiesett  | kiesett  |

Női
| Versenyző             | Versenyszám | Előfutam | Előfutam | Előfutam | Negyeddöntő   | Negyeddöntő   | Negyeddöntő   | Elődöntő | Elődöntő | Elődöntő | Döntő   | Döntő    |
| Versenyző             | Versenyszám | Idő      | Hely.    | Össz.    | Idő           | Hely.         | Össz.         | Idő      | Hely.    | Össz.    | Idő     | Helyezés |
| --------------------- | ----------- | -------- | -------- | -------- | ------------- | ------------- | ------------- | -------- | -------- | -------- | ------- | -------- |
| Susanthika Jayasinghe | 100 m       | 11,18    | 2.       | 8.       | nem ért célba | nem ért célba | nem ért célba | kiesett  | kiesett  | kiesett  | kiesett | kiesett  |
| Sriyani Kulawansa     | 100 m gát   | 13,09    | 4.       | 23.      | 12,91         | 4.            | 14.*          | kiesett  | kiesett  | kiesett  | kiesett | kiesett  |

* - egy másik versenyzővel azonos eredményt ért el

## Műugrás
Férfi
| Versenyző        | Versenyszám    | Selejtező | Selejtező | Elődöntő | Elődöntő | Döntő   | Döntő    |
| Versenyző        | Versenyszám    | Pont      | Helyezés  | Pont     | Helyezés | Pont    | Helyezés |
| ---------------- | -------------- | --------- | --------- | -------- | -------- | ------- | -------- |
| Janaka Biyanwila | Egyéni műugrás | 247,44    | 35.       | kiesett  | kiesett  | kiesett | kiesett  |

## Sportlövészet
Női
| Versenyző             | Versenyszám           | Selejtező | Selejtező | Döntő   | Döntő    |
| Versenyző             | Versenyszám           | Pont      | Helyezés  | Pont    | Helyezés |
| --------------------- | --------------------- | --------- | --------- | ------- | -------- |
| Pushpamali Ramanayake | Légpuska              | 389       | 25.***    | kiesett | kiesett  |
| Malini Wickramasinghe | Légpuska              | 381       | 44.*      | kiesett | kiesett  |
| Malini Wickramasinghe | Sportpuska, összetett | 565       | 35.       | kiesett | kiesett  |
| Pushpamali Ramanayake | Sportpuska, összetett | 564       | 36.       | kiesett | kiesett  |